# تذكرة الأريب في تفسير الغريب
تذكرة الأريب في تفسير الغريب أحد أحد كتب تفسير القران الكريم، ألفه الفقيه الحنبلي أبو الفرج بن الجوزي.

## أسلوب التفسير
أشار المؤلف في كتابه إلى ما يغمض علمه ويدق عن ذوي اللب فهمه، فشرحه شرحًا وافيًا، ويختلف الكتاب عن كل كتاب مصنف في غريب القرآن لان تلك الكتب تشتمل على غريب اللفظ فقط وهو يشتمل على غريب للفظ والمعنى. وقد حوى ما صح من المنسوخ إلى غير ذلك من الفوائد التي لم تجتمع في مثله مع المبالغة في الاختصار. قال ابن الجوزي في مقدمة كتابه: «هذا كتاب اشرت فيه إلى ما يغمض علمه ويدق عن ذوى اللب فهمه تذكرة لالى الالباب والله والله تعالى الموفق للصواب».

## وصلات خارجية
- تحميل تذكرة الأريب في تفسير الغريب المكتبة الوقفية
- تحميل تذكرة الأريب في تفسير الغريب المكتبة الشاملة